# David Brown Baren
David Brown Baren (Nueva York, Estados Unidos, 28 de julio de 1916-Ib., 1 de febrero de 2010) fue un productor de cine estadounidense.

## Biografía
Era hijo único de Edward Fisher Brown y de Lillian Baren, que se separaron poco después de su nacimiento.
Se graduó en Periodismo en la Universidad de Stanford y trabajó como reportero en San Francisco y como crítico teatral y colaborador de diversas publicaciones en Nueva York. En esta época escribió artículos en colaboración con su amigo de la infancia Ernest Lehman, que posteriormente escribiría los guiones de, entre otras películas, Sweet Smell of Success, North by Northwest y ¿Quién teme a Virginia Woolf?.
Poco después combatió con el ejército estadounidense en la Segunda Guerra Mundial. En 1951, tras divorciarse por segunda vez, se trasladó a Hollywood, donde comenzó a trabajar a las órdenes de Darryl F. Zanuck en el estudio 20th Century Fox. Allí colaboró en la producción de la primera película de Elvis Presley, Love Me Tender. Posteriormente, se sucedieron tanto sonados fracasos (Cleopatra, 1963) como grandes éxitos (The Sound of Music, 1965).
A principios de los 70, comenzó a trabajar con Richard D. Zanuck (hijo de Darryl F.) para Warner Bros. El primer éxito de este estudio en el que colaboró fue El golpe (1973). Posteriormente llegarían dos de las primeras obras de Steven Spielberg, The Sugarland Express (1974) y Tiburón (1975), y otros éxitos como Cocoon (1985), Driving Miss Daisy (1989) y Las cenizas de Ángela (1999).
Además de películas de gran éxito, Brown también produjo numerosos musicales de Broadway, tales como Sweet Smell of Success: The Musical (2002), Dirty Rotten Scoundrels (2005) y el musical off-Broadway de Jerry Herman Showtune (2003).
Brown también compró los derechos para teatro y cine de la obra de teatro A Few Good Men, escrita por Aaron Sorkin. La obra se estrenó en noviembre de 1989 y alcanzó las 500 representaciones, y la película, estrenada en 1992 y conocida como Algunos hombres buenos en España y como Cuestión de honor en Hispanoamérica, fue un éxito protagonizado por Tom Cruise, Jack Nicholson y Demi Moore.
En 1990 recibió junto a Richard D. Zanuck el Premio Irving Thalberg de la Academia de las Artes y las Ciencias Cinematográficas de Hollywood por sus logros en la producción de películas. Si bien llegó a estar nominado al Óscar en cuatro ocasiones, por las películas Tiburón, Veredicto final, A Few Good Men y Chocolat, nunca consiguió ganarlo.
Estuvo casado desde 1959 con la editora de la revista Cosmopolitan Helen Gurley Brown. Tuvo un hijo, Roger Grant Brown, y una hija, Tammy, de un matrimonio anterior.
En 1990 publicó sus memorias bajo el título Let Me Entertain You y el 1 de febrero de 2010 falleció en su casa de Manhattan.

## Premios y nominaciones
Premios Óscar
| Año  | Categoría      | Película        | Resultado |
| ---- | -------------- | --------------- | --------- |
| 1976 | Mejor película | Tiburón         | Nominado  |
| 1983 | Mejor película | Veredicto final | Nominado  |
| 2001 | Mejor película | Chocolat        | Nominado  |